# Перелік торговельних назв парацетамолу
Препарат парацетамол (МНН), продається по всьому світу під різними торговельними марками. Загальні назви включають Тайленол, Excedrin, Калпол і Панадол.

## Тайленол

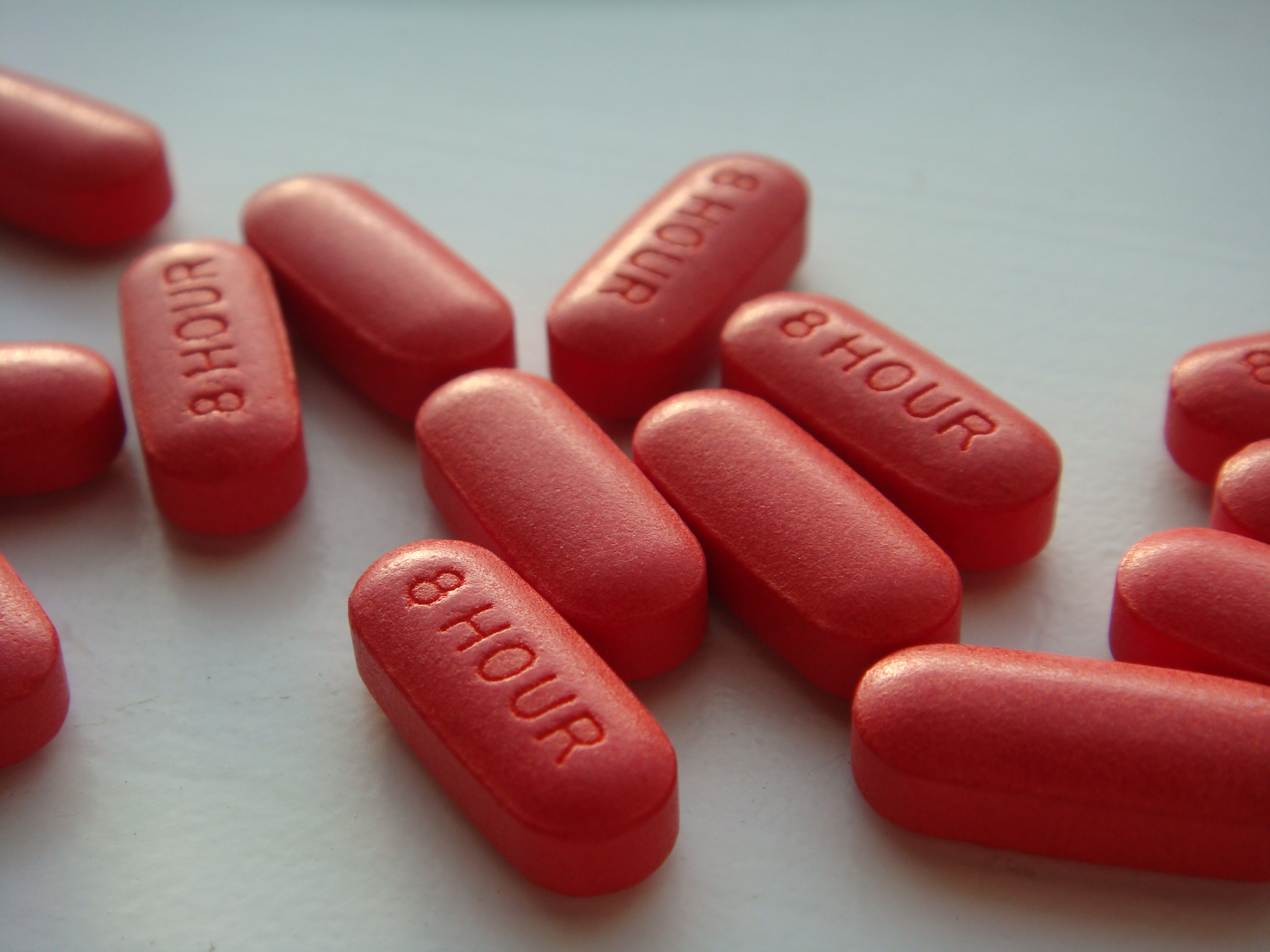
Тайленол 8-годинні таблетки

Тайленол — це бренд ліків, що рекламується для зменшення болю, зниження температури та полегшення симптомів алергії, застуди, головного болю від кашлю та грипу. Активним інгредієнтом продукту є парацетамол. Торгова марка «Тайленол» належить McNeil Consumer Healthcare, дочірній компанії Johnson & Johnson. Станом на 2017 рік бренд використовувався в Бразилії, Канаді, Китаї, Єгипті, Лівані, М'янмі, Омані, Філіппінах, Португалії, Швейцарії, Таїланді, США та В'єтнамі.

## Калпол
Калпол — це бренд дитячих ліків, що продаються у Великій Британії, Ірландії, Індії, Кіпрі, Гонконгу, Кенії, Мальті та Філіппінах. Основним продуктом є суспензія парацетамолу під маркою Calpol Infant Suspension. Зазвичай це кольоровий сироп із солодким смаком, який використовується для лікування лихоманки та болю. У 2016 році це був другий за кількістю продаж фірмових безрецептурних ліків, проданих у Великій Британії, з продажами 66,3 мільйона фунтів стерлінгів.
Калпол також випускається у формі, що містить ібупрофен, що продається під назвою Calprofen. Калпол є частою причиною випадкового отруєння дітей через його приємний смак. Calpol Night, продукт, що містить парацетамол та антигістамін, визначений попередньо для використання дітямв від 2+ місяців, але це було змінено, і з 2010 р — вважається придатним лише для дітей віком від 6 років.

### Історія
Калпол був запущений в 1959 році англійською фармацевтичною компанією Calmic Ltd, що базується в Крю, графство Чешир; назва компанії була абревіатурою від Cheshire and Lancashire Medical Industries Corporation, яка переїхала з Ланкаширу в Крю Хол у 1947 році. Торгова марка Calpol, ймовірно, є комбінацією «Calmic» і «парацетамолу». Calmic був придбаний Wellcome (сьогодні GlaxoSmithKline) у 1966 році, і Калпол став одним із найбільш продаваних продуктів Wellcome у Великій Британії в 1980-х роках. Пізніше брендом володіла компанія Pfizer Consumer Healthcare, яку у 2006 році придбала Johnson & Johnson. Калпол станом на 2021 р є брендом дочірньої компанії Johnson & Johnson's McNeil Consumer Healthcare; у 2020 році Калпол був найбільш продаваним дитячим анальгетиком у Великій Британії з продажами на суму 60,1 мільйонів фунтів стерлінгів.

## Панадол

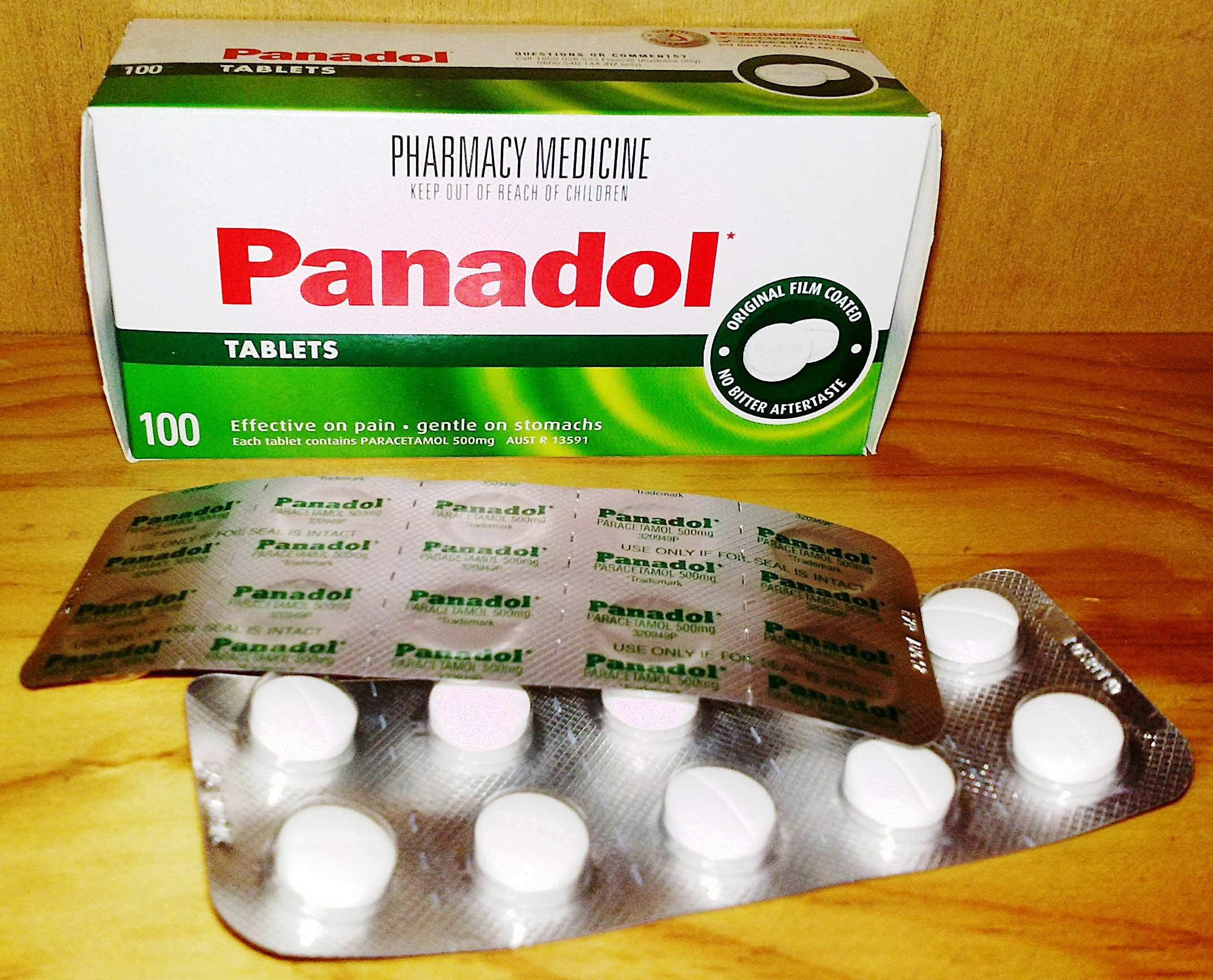
Таблетки Панадол 500 мг

Панадол — це одна з торгових назв GlaxoSmithKline для парацетамолу або ацетамінофену. Згідно з GlaxoSmithKline, Panadol продається у 85 країнах, включаючи Австралію, Бельгію, Болгарію, Бразилію, Велику Британію, Гондурас, Грецію, Єгипет, Індонезію, Ірландію, Італію, Кенію, Ліван, Малайзію, Мальту, Нігерію, Нідерланди, Нову Зеландію, Об'єднані Арабські Емірати, Оман, Пакистан, Перу, Південно-Африканську Республіку, Південну Корею, Північну Корею, Пуерто-Рико, Саудівську Аравію, Сінгапур, Таїланд, Тайвань, Тринідад і Тобаго, Туреччину, Уругвай, Філіппіни, Фінляндію, Францію, Чилі, Швейцарію, Шрі-Ланку, особливий адміністративний район КНР — Гонконг.

### Історія
У 1955 році Панадол був представлений в лікарнях Великої Британії. Вперше він був проданий Phillips, Scott & Turner, яких придбали Frederick Stearns & Co, що є дочірньою компанією Sterling Drug Inc. Він рекламувався як «ніжний для шлунка», оскільки інші знеболювальні засоби того часу містили аспірин, відомий подразник шлунка. Спочатку Панадол відпускався лише за рецептом у Великій Британії, але тепер доступний без рецепта. У 1983 році Sterling представив Панадол на ринку Сполучених Штатів. У 1988 році Sterling Winthrop була придбана Eastman Kodak, яка продала всесвітній безрецептурний бізнес з ліками SmithKline Beecham у 1994 році. Через два тижні SmithKline Beecham продала фірму Bayer безрецептурний бізнес ліків у США, Канаді та Пуерто-Рико за 1 мільярд доларів США. Однак північноамериканські права на Панадол були збережені за SmithKline. Його називають «одним із найбільш часто підроблених ліків у світі».

### Інші комбінації та упакування
Панадол продається у різних поєднаннях і упакуваннях з різними назвами.
Panadol Extra, лікарський засіб S2 лише для аптек в Австралії, поєднує 65 мг кофеїну з 500 мг парацетамолу на таблетку. Кофеїн може покращити знеболювальний ефект парацетамолу. Дослідження прийшли до суперечливих висновків щодо значущості клінічного ефекту щодо полегшення болю.
Таблетки Panadol Osteo і Panadol Extend – це форми парацетамолу з модифікованим вивільненням. Panadol Osteo продається в Австралії та Новій Зеландії; його співвідношення негайного та тривалого вивільнення становить 33 % до 66 %.
Panadol Rapid Handipak — це Panadol Rapid, упакований у тонкий контейнер по десять 500 мг капсул, призначені для австралійських жінок віком від 20 до 35 років.
Panadol Cold and Catarrh містить три активні інгредієнти: парацетамол, фенілефрину гідрохлорид як назальний протизастійний засіб, і хлорфеніраміну малеат для запобігання певним алергіям.
Panadol Cold and Flu і Panadol Fever and Congestion поєднують парацетамол з фенілефрину гідрохлоридом як протизастійний засіб для носа.

## Інші назви брендів
| Назва бренду                      | Країни |
| --------------------------------- | --- |
| Акамол                            | Ізраїль |
| Ace +                             | Бангладеш |
| Ацет                              | Сполучені Штати |
| Ацеталгін                         | Швейцарія |
| Адол                              | Бахрейн, Кувейт, Оман, Об'єднані Арабські Емірати |
| Aeknil                            | Індія |
| Алдолор                           | Ізраїль |
| Альведон                          | Швеція |
| APAP                              | Польща, Гренландія, США |
| Apiretal Flas                     | Іспанія, Португалія |
| Атамель                           | Венесуела, Гаїті |
| Атасол                            | Канада, Мексика |
| Бенурон                           | Австрія, Німеччина, Португалія, Швейцарія |
| Біогезік                          | М'янма, Філіппіни, Індонезія |
| Biogesic-Kiddielets               | Філіппіни, М'янма |
| Бускапіна                         | Аргентина, Мексика, Іспанія, Венесуела |
| Calonal                           | Японія |
| Кальпол                           | Болгарія, Кіпр, Індія, Ірландія, Кенія, Туреччина, Велика Британія, Філіппіни, Пакистан, Південна Африка |
| Капітан                           | Німеччина |
| Cemol                             | Таїланд |
| Цетамол                           | Непал |
| Колдекс                           | Ізраїль |
| Колдрекс                          | Румунія, Хорватія, Словенія |
| Ко-Типол                          | Ірландія (з кодеїну фосфат напівгідратом) |
| Котибін                           | Чилі |
| Крокін Доло                       | Індія |
| Дафалган                          | Бельгія, Франція, Португалія, Росія, Іспанія (Естеве), Швейцарія, Україна |
| Далерон                           | Словенія, Північна Македонія |
| Депон                             | Греція, Кіпр |
| Дексамол Дексамол Плюс            | Ізраїль |
| Долекс                            | Колумбія |
| Долгезик                          | Іспанія (Ferrer Grupo) |
| Доліпран                          | Алжир, Франція, Марокко, Португалія, Росія, Туніс, Україна, Сенегал, Малі, Кот-д'Івуар |
| Долорол                           | Південна Африка |
| Дольпрон                          | Швейцарія |
| Долиць                            | Алжир |
| Duiyixian anjifen pian (кит.)     | Китай |
| Еффералган                        | Болгарія, Хорватія, Франція, Італія, Португалія, Румунія, Росія, Сербія, Іспанія, Україна, В'єтнам. Вироблено UPSA Laboratoires у Франції. Натомість «КоЕффералган» є препаратом парацетамолу та кодеїну і відповідає обмеженням, накладеним на опіоїдні анальгетики. |
| Ендопаїн                          | Гонконг |
| Enelfa                            | Німеччина |
| Європайн                          | Гонконг |
| Excedrin                          | Бразилія, Канада, Японія, Мексика, М'янма, Панама, Пуерто-Рико, Перу, Південна Корея, Швейцарія, Таїланд, США. Раніше продавався в Ірландії. |
| Febrectal                         | Іспанія (Almirall) |
| Фебрисет                          | Сербія |
| Фебридол                          | Австралія |
| Fensum                            | Німеччина |
| Гелокатил                         | Іспанія (Гелос) |
| Грипін                            | Туреччина |
| Gesic                             | Бангладеш |
| Hedex                             | Бангладеш, Кенія |
| Геданол                           | Австралія |
| Геррон                            | Австралія |
| Influbene                         | Швейцарія |
| Кафа                              | Швейцарія |
| Китадол                           | Чилі |
| Лекадол                           | Хорватія, Словенія |
| Люпоцет                           | Хорватія |
| Metacin                           | Індія |
| Мексален                          | Австрія |
| Мілідон                           | Малайзія |
| Minoset                           | Туреччина |
| Momentum                          | Австрія |
| Напа                              | Бангладеш |
| Нападол                           | Бангладеш (Парацетамол + Трамадол) |
| Ніко                              | Непал |
| Нео-кідієлети                     | Філіппіни |
| Pain Relief                       | Сполучені Штати |
| Пакол                             | Грузія |
| Памол                             | Данія, Фінляндія, Франція, Нова Зеландія, Норвегія, Швеція, Індонезія |
| Parol                             | Туреччина |
| Панадо                            | Південна Африка |
| Панадол                           | Афганістан, Австралія, Азербайджан, Бахрейн, Бельгія, Болгарія, Британська Вест-Індія, Центральна Америка, Чилі, Хорватія, Кіпр, Чехія, Єгипет, Естонія, Фінляндія, Греція, Гонконг, Угорщина, Індонезія, Ірландія, Кенія, Кувейт, Йорданія, Ліван, Литва, Північна Македонія, Малайзія, Мальта, М'янма, Нідерланди, Нова Зеландія, Нігерія, Оман, Пакистан, Панама, Перу, Філіппіни, Польща, Португалія, Пуерто-Рико, Катар, Румунія, Росія, Саудівська Аравія, Сербія, Сінгапур, Словаччина, Словенія, Шрі-Ланка, Швейцарія, Сирія, Тайвань, Танзанія, Туреччина, Уганда, Україна, Об'єднані Арабські Емірати, Велика Британія, США, В'єтнам |
| Panamax                           | Австралія |
| Panda                             | Йорданія |
| Паноділ                           | Данія, Ісландія, Норвегія, Швеція |
| Парацет                           | Норвегія, Сербія |
| Парацитол                         | Шрі-Ланка |
| Парален                           | Чехія, Словаччина |
| Парамакс                          | Фінляндія, Естонія |
| Парамед                           | Ботсвана, Південна Африка, Зімбабве |
| Паратаби                          | Ісландія |
| Парамол                           | Ізраїль, Тайвань, Велика Британія (містить парацетамол і дигідрокодеїну тартрат) |
| Парацетол                         | Ірак |
| Пароль                            | Туреччина |
| Пердолан                          | Бельгія |
| Перфальган                        | Німеччина, Норвегія, Іспанія, Південна Африка (Брістоль-Маєрс Сквібб), Швейцарія |
| Pinex                             | Данія, Ісландія, Норвегія, Фінляндія |
| Піретаніл                         | Чилі, Ізраїль, Нідерланди, Туреччина |
| Пліцет                            | Хорватія |
| Цетамол Пхьонсу                   | Північна Корея |
| Піренол (парацетамол плюс кофеїн) | Бангладеш |
| Пиригесик                         | Індія |
| Релів                             | Швеція |
| Реванін                           | Йорданія |
| Рокамол                           | Ізраїль |
| Рубофен                           | Угорщина |
| Сара                              | Таїланд |
| Scanol                            | Тайвань |
| Сінпро Н                          | Німеччина |
| Тачіпірин                         | Венесуела |
| Тачіпіріна                        | Італія |
| Тафірол                           | Аргентина, Мексика |
| Тапсин                            | Чилі |
| Термалгін                         | Іспанія (Novartis) |
| Темпра                            | Мексика, Філіппіни, Індонезія, Венесуела |
| Томапірин                         | Австрія, Німеччина (містить парацетамол, Ацетилсаліцилову кислоту та Кофеїн) |
| Типоль                            | Ірландія |
| Togal Classic Duo                 | Німеччина (містить парацетамол та Ацетилсаліцилову кислоту) |
| Треуфадол                         | Швейцарія |
| Тріаміна                          | Сполучені Штати |
| Тайленол                          | Бразилія, Канада, Японія, Мексика, М'янма, Панама, Пуерто-Рико, Перу, Китай (таблетки з пролонгованим вивільненням парацетамолу/Tylenol Cold), Південна Корея, Швейцарія, Таїланд, США. Раніше продавався в Ірландії. |
| Уфамол                            | Малайзія |
| Вермідон                          | Туреччина |
| Вітамол                           | Таїланд |
| Ксумадол                          | Іспанія (Italfarmaco) |
| Золбен                            | Швейцарія, Уругвай, Чилі |